# Jekatierina Orłowa
Jekatierina Nikołajewna Orłowa (ros. Екатерина Николаевна Орлова; ur. 21 października 1987 w Królewcu) – rosyjska siatkarka, grająca na pozycji środkowej. Po ukończonym sezonie 2020/2021 w drużynie Dinamo Moskwa postanowiła zakończyć karierę siatkarską. 

## Sukcesy klubowe
Puchar Rosji:
- 2008

Mistrzostwo Rosji:
- 2019, 2020, 2021
- 2013, 2014

Superpuchar Szwajcarii:
- 2015, 2016

Puchar Szwajcarii:
- 2016, 2017

Mistrzostwo Szwajcarii:
- 2016, 2017

Klubowe Mistrzostwa Świata:
- 2017

Superpuchar Rosji:
- 2019

## Sukcesy reprezentacyjne
Grand Prix:
- 2015

Mistrzostwa Europy:
- 2015

Puchar Borysa Jelcyna:
- 2015